# Арнуст
Арнуст (фр. Arnusto, лат. Arnustus; убит в июне 912 или 913) — архиепископ Нарбона (893—912/913).

## Биография

### Начало правления Нарбонским архиепископством
О происхождении и ранних годах жизни Арнуста сведений в исторических источниках не сохранилось. Вероятно, в 893 году он был избран главой Нарбонской митрополии, став преемником скончавшегося 1 мая того года святого Теодарда.
Первое упоминание об Арнусте в современных ему документах относится к 20 августа 896 года, когда папа римский Стефан VI (VII) в одной из своих булл подтвердил привилегии Нарбонской архиепархии. Предполагается, что Арнуст получил эту хартию в Риме во время своей поездки в Италию. Одним из главных пунктов документа была защита держателей церковных земель от произвола местных властей. В булле глава Нарбонской митрополии также наделялся правом самостоятельно назначать на вакантные кафедры новых епископов в случае, если между духовенством и жителями города возникали серьёзные разногласия в этом вопросе.

### Церковные соборы
При архиепископе Арнусте в Нарбонской митрополии были проведены, по крайней мере, семь церковных соборов. Это намного больше того числа синодов, которое за то же время было проведено во всех остальных девятнадцати митрополиях Франкской империи. Четыре собора — Портский 897 года, Ортский 898 года, Барселонский 906 года и Сен-Тиберийский 907 года — были поместными синодами Нарбонской митрополии. В работе же трёх соборов — Аттилианского 902 года, Жонкьерского 909 года и Фонткобертского 911 года — принимали участие иерархи и других митрополий.
На соборе в селении Нотр-Дам-дю-Порт (находилось на границе Магелонской и Нимской епархий) 19 апреля 897 года присутствовала бо́льшая часть суффраганов Нарбонской митрополии. На собрании был осуждён епископ Магелона Аббон, признанный виновным в захвате земель, принадлежавших аббатству Сен-Жан-Баптист-де-Кокон.
В 898 году Арнуст совершил поездку ко двору правителя Западно-Франкского государства Карла III Простоватого и 1 ноября получил от этого монарха дарственную хартию для Нарбонской архиепархии. В этом документе были подтверждены все те привилегии, которые нарбонские архиепископы получили от королей Людовика II Заики и Эда. В следующем году, вместе с графом Барселоны Вифредом II и большой группой своих суффраганов, Арнуст снова посетил Карла III Простоватого, когда тот находился в Тур-сюр-Марне. В этот раз привилегии и дары от короля получил не только нарбонский архиепископ, но и сопровождавшие его лица. Король Карл III передал Нарбонской архиепархии некоторые из находившихся на её территории государственных земель и одну церковь в Жиронской епархии. Здесь же Арнуст добился у короля подтверждения данной в 896 году папой Стефаном VI (VII) привилегии главе Нарбонской архиепархии самостоятельно назначать новых епископов-суффраганов.
На соборе в Аттилиане в 902 году присутствовали не только все суффраганы Нарбонской митрополии, но и несколько епископов из Прованса во главе с архиепископом Арля Ростаном. Здесь Арнуст получил право на владение одним селением в окрестностях Нарбона.
В 906—907 годах суффраганы Нарбонской митрополии обсуждали право Викской епархии получить особые права в составе митрополии. Этот вопрос рассматривался на церковных соборах в Барселоне и Сен-Тибери. В первом из синодов участвовали восемь иерархов из Испанской марки и граф Барселоны Вифред II, во втором — десять епископов. Епископ Вика Идальгарий обосновывал своё требование тем, что во времена Вестготского королевства его епархия имела статус не меньший, чем Нарбонская епархия. На синоде в Сен-Тибери единогласно было принято решение, разрешавшее викскому епископу отказаться от традиционной ежегодной выплаты десятины архиепископу Нарбона. Решение освободить Викскую епархию от выплаты десятины митрополиту, фактически означало предоставление той канонической самостоятельности от Нарбонской митрополии.
В ноябре 908 года, пользуясь полученными ранее от папы римского и короля правами, Арнуст единолично назначил на вакантную кафедру Жиронской епархии Гвидо. В сообщениях об этом событии упоминается, что духовенство и жители Жироны были вынуждены подчиниться воле митрополита, хотя имели право сами избрать себе епископа.
Итогом проведённого 3 мая 909 года в Жонкьере поместного собора Нарбонской митрополии стало совершённое по инициативе Арнуста отлучение от церкви графа Ампурьяса и Руссильона Суньера II, его сыновей и их жён, а также всех графских вассалов. Причиной отлучения был долговременный конфликт между графом и архиепископами Нарбоны (сначала Теодардом, а затем и Арнустом), начало которому было положено ещё в 880-х годах, когда Суньер II оказал поддержку неканонически избранным епископам Эсклуа Уржельскому и Эрмериху Жиронскому. В сообщении о Жонкьерском соборе указано, что отлучение должно было быть снято лишь после выполнения графом определённых условий. Однако каковы были условия его прощения, в средневековых источниках сведений не сохранилось.
На Фонткобертском соборе 911 года, созванном по инициативе главы Уржельской епархии Нантигиса, присутствовали восемь епископов и ещё два иерарха были представлены легатами. Под председательством архиепископа Арнуста участники синода постановили возвратить Пальярскую епархию обратно в состав Уржельской епархии, но это решение было отложено до смерти пальярского епископа Адульфа.
Последний дошедший до нашего времени современный Арнусту документ — его дарственная хартия каноникам нарбонской церкви Святого Павла. Он датирован 15 июня 911 года.

### Гибель
Арнуст был убит в июне 912 или 913 года, когда он направлялся (вероятно, в Барселону) на очередной созванный им церковный собор. По свидетельству средневековых хроник, архиепископ был сильно изуродован нападавшими (его глаза и язык были вырваны). Арнуст был ещё жив, когда его обнаружили ехавшие той же дорогой епископы Регинальд Безьеский и Нантигис Уржельский, но вскоре скончался от полученных ран. О гибели столь высокопоставленного иерарха стало быстро известно, и не только во Франкии, но и Риме, где об этом злодеянии был проинформирован папа Анастасий III. Несмотря на это, убийцы нарбонского митрополита так и не были найдены. Гибель Арнуста во владениях Суньера II позволяет современным историкам сделать предположение, что граф Ампурьяса мог быть организатором убийства. Возможно, он таким образом отомстил архиепископу за своё отлучение от церкви.
После убийства Арнуста в Нарбонской архиепархии началась борьба за обладание кафедрой. Её вели Жерар и Агио. Вражду между ними разжигал архиепископ Арля Ростан, желавший междоусобиями ослабить своих конкурентов за влияние на христиан Южной Франции.